# 三从一大
三从一大，即“从严、从难、从实战出发、大运动量训练”的简称，是中华人民共和国竞技体育的主要训练原则之一。
该训练原则最早由中国体育界于1964年在学习郭兴福式教学法的过程中提出，在中国早期竞技体育的发展中起到了很大作用。但近年来，许多体育界人士要求对该训练法进行反思，希望能将科学训练法与之结合。